# Lepisanthes ferruginea
Lepisanthes ferruginea är en kinesträdsväxtart som först beskrevs av Ludwig Radlkofer, och fick sitt nu gällande namn av Leenk.. Lepisanthes ferruginea ingår i släktet Lepisanthes och familjen kinesträdsväxter. Inga underarter finns listade i Catalogue of Life.